# Maureen Drake
Maureen Drake (Toronto, 21 marzo 1971) è un'ex tennista canadese.

## Carriera
Raggiunge il suo best ranking in singolare il 13 settembre 1999 con la 47ª posizione; nel doppio divenne, il 30 ottobre 2006, la 77ª del ranking WTA.
In carriera, in singolare, vinse sei tornei del circuito ITF tutti su cemento. Nel 1999 raggiunse il quarto turno dell'Australian Open partendo dalle qualificazioni, superando tenniste del calibro di Yuka Yoshida, Rachel McQuillan e Sylvia Plischke prima di essere sconfitta dalla testa di serie numero uno, la statunitense Lindsay Davenport con il punteggio di 6-1, 6-3.
Nel 1997, in coppia con la connazionale Renata Kolbovic, venne superata nella finale del Commonwealth Bank Tennis Classic tenutosi a Surabaya, dalla coppia formata dall'australiana Kerry-Anne Guse e dalla giapponese Rika Hiraki in due set.
Ha fatto parte della squadra canadese di Fed Cup dal 2000 al 2003 con un bilancio finale di sedici vittorie e quattro sconfitte.

## Curiosità
- Non è parente del cantante Drake, nonostante siano nati nella stessa città.

## Statistiche WTA

### Doppio

#### Sconfitte (1)
| Legenda: Prima del 2009 |
| ----------------------- |
| Grande Slam (1)         |
| Argenti Olimpici (0)    |
| WTA Championships (0)   |
| Tier I (0)              |
| Tier II (0)             |
| Tier III (0)            |
| Tier IV (1)             |
| Tier V (0)              |

| N. | Data              | Torneo                                     | Superficie | Compagna        | Avversarie in finale        | Punteggio   |
| 1. | 22 settembre 1997 | Commonwealth Bank Tennis Classic, Surabaya | Cemento    | Renata Kolbovic | Kerry-Anne Guse Rika Hiraki | 1-6, 6(5)–7 |

## Statistiche ITF

### Singolare

#### Vittorie (6)
| Torneo 100 000 $ (0) |
| Torneo 75 000 $ (0)  |
| Torneo 50 000 $ (0)  |
| Torneo 25 000 $ (5)  |
| Torneo 10 000 $ (1)  |

| N. | Data             | Torneo                                           | Superficie | Avversaria in finale  | Punteggio     |
| 1. | 22 febbraio 1993 | ITF Women's Circuit Miami, Miami                 | Cemento    | Beverly Bowes-Hackney | 4-6, 7–5, 6-1 |
| 2. | 27 giugno 1994   | ITF Women's Circuit Columbia, Columbia           | Cemento    | Annie Miller          | 6-3, 6-3      |
| 3. | 31 luglio 1995   | ITF Women's Circuit Mississauga, Mississauga     | Cemento    | Kori Davidson         | 6-4, 6-0      |
| 4. | 20 aprile 1998   | ITF Women's Circuit Indian Hills, Indian Hills   | Cemento    | Lilia Osterloh        | 6-4, 6-4      |
| 5. | 16 novembre 1998 | ITF Women's Circuit Caracas, Caracas             | Cemento    | Vanessa Menga         | 6-1, 6-2      |
| 6. | 26 marzo 2002    | ITF Women's Circuit Lawrenceville, Lawrenceville | Cemento    | Teryn Ashley          | 6-3, 6-4      |

### Doppio

#### Vittorie (8)
| Torneo 100 000 $ (0) |
| Torneo 75 000 $ (1)  |
| Torneo 50 000 $ (2)  |
| Torneo 25 000 $ (4)  |
| Torneo 10 000 $ (1)  |

| N. | Data              | Torneo                                                   | Superficie  | Compagna           | Avversarie in finale                         | Punteggio     |
| 1. | 21 febbraio 1994  | ITF Women's Circuit Coral Gables, Coral Gables           | Cemento     | Audra Keller       | Beverly Bowes-Hackney Katharzyna Teodorowicz | 4-6, 6-4, 6-4 |
| 2. | 14 gennaio 1998   | ITF Women's Circuit Delray Beach, Delray Beach           | Cemento     | Renata Kolbovic    | Jean Okada Keri Phebus                       | 7-6, 6-4      |
| 3. | 26 gennaio 1998   | ITF Women's Circuit Clearwater, Clearwater               | Cemento     | Renata Kolbovic    | Kristina Brandi Karin Miller                 | 4-6, 6-3, 6-4 |
| 4. | 26 ottobre 1998   | ITF Women's Circuit Austin, Austin                       | Cemento     | Lindsay Lee-Waters | Nannie de Villiers Liezel Huber              | 6-1, 6-1      |
| 5. | 6 ottobre 2003    | ITF Women's Circuit Lafayette, Lafayette                 | Terra rossa | Lindsay Lee-Waters | Jessica Fernandez Kara Molony-Hussey         | 6-2, 6-3      |
| 6. | 20 settembre 2004 | ITF Women's Circuit Albuquerque, Albuquerque             | Cemento     | Carly Gullickson   | Stéphanie Dubois María Emilia Salerni        | 6-3, 7–6(6)   |
| 7. | 17 gennaio 2006   | ITF Women's Circuit Fort Walton Beach, Fort Walton Beach | Cemento     | Vladimíra Uhlířová | Zuzana Kučová Chanelle Scheepers             | 2-6, 6-4, 7-5 |
| 8. | 16 novembre 2009  | ITF Women's Circuit Toronto, Toronto                     | Cemento (i) | Marianne Jodoin    | Sharon Fichman Mashona Washington            | 2-3 rit.      |

## Risultati in progressione
| Sigla | Risultato               |
| ----- | ----------------------- |
| V     | Vincitore               |
| F     | Finalista               |
| SF    | Semifinalista           |
| O     | Oro olimpico            |
| A     | Argento olimpico        |
| SF    | Bronzo olimpico         |
| QF    | Quarti di Finale        |
| 4T    | Quarto turno            |
| 3T    | Terzo turno             |
| 2T    | Secondo turno           |
| 1T    | Primo turno             |
| RR    | Round Robin             |
| LQ    | Turno di qualificazione |
| A     | Assente                 |
| ND    | Non disputato           |

| Legenda superfici    |
| -------------------- |
| Cemento              |
| Terra battuta        |
| Erba                 |
| Superficie variabile |

### Singolare nei tornei del Grande Slam
| Torneo          | 1990 | 1991 | 1992 | 1993 | 1994 | 1995 | 1996 | 1997 | 1998 | 1999 | 2000 | 2001 | 2002 | 2003 | 2004 | 2005 | 2006 | 2007 | 2008 | 2009 | 2010 |
| --------------- | ---- | ---- | ---- | ---- | ---- | ---- | ---- | ---- | ---- | ---- | ---- | ---- | ---- | ---- | ---- | ---- | ---- | ---- | ---- | ---- | ---- |
| Australian Open | 1T   | A    | 1T   | A    | A    | A    | A    | A    | A    | 4T   | 1T   | A    | A    | 1T   | 1T   | A    | A    | A    | A    | A    | A    |
| Open di Francia | A    | A    | A    | A    | A    | A    | A    | A    | A    | 1T   | 1T   | A    | A    | A    | A    | A    | A    | A    | A    | A    | A    |
| Wimbledon       | A    | A    | A    | A    | A    | A    | 1T   | A    | A    | 2T   | 1T   | 2T   | 3T   | 2T   | A    | A    | A    | A    | A    | A    | A    |
| US Open         | 1T   | A    | A    | A    | A    | A    | A    | A    | A    | 1T   | A    | A    | A    | 1T   | 1T   | A    | A    | A    | A    | A    | A    |

### Doppio nei tornei del Grande Slam
| Torneo          | 1990 | 1991 | 1992 | 1993 | 1994 | 1995 | 1996 | 1997 | 1998 | 1999 | 2000 | 2001 | 2002 | 2003 | 2004 | 2005 | 2006 | 2007 | 2008 | 2009 | 2010 |
| --------------- | ---- | ---- | ---- | ---- | ---- | ---- | ---- | ---- | ---- | ---- | ---- | ---- | ---- | ---- | ---- | ---- | ---- | ---- | ---- | ---- | ---- |
| Australian Open | A    | A    | A    | A    | 1T   | A    | A    | A    | A    | 1T   | A    | A    | A    | A    | A    | 2T   | A    | A    | A    | A    | A    |
| Open di Francia | A    | A    | A    | A    | A    | A    | A    | A    | A    | 2T   | A    | A    | A    | A    | A    | A    | 1T   | A    | A    | A    | A    |
| Wimbledon       | A    | A    | A    | A    | A    | A    | A    | A    | 2T   | 1T   | A    | A    | A    | A    | A    | A    | 2T   | A    | A    | A    | A    |
| US Open         | A    | A    | A    | A    | A    | A    | A    | A    | 1T   | 1T   | A    | A    | A    | A    | A    | A    | A    | A    | A    | A    | A    |

### Doppio misto nei tornei del Grande Slam
Nessuna partecipazione

## Vittorie contro giocatrici top 10
| Stagione | 1999 | Totale |
| -------- | ---- | ------ |
| Vittorie | 1    | 1      |

| #    | Giocatrice     | Ranking | Evento                            | Superficie  | Turno | Punteggio        | Rank. MDR |
| ---- | -------------- | ------- | --------------------------------- | ----------- | ----- | ---------------- | --------- |
| 1999 |                |         |                                   |             |       |                  |           |
| 1.   | Patty Schnyder | 10      | Dreamland Egypt Classic, Il Cairo | Terra rossa | QF    | 6(1)-7, 6-2, 6-2 | 62        |